# Iugoslávia nos Jogos Olímpicos de Inverno de 1968
A Iugoslávia competiu nos Jogos Olímpicos de Inverno de 1968, realizados em Grenoble, França.